# Romain Gagliazzo
Pas d'image ? Cliquez ici

a Compétitions nationales et continentales officielles uniquement.

b Matchs officiels uniquement.
Romain Gagliazzo, né le 27 juin 1978, est un joueur de rugby à XIII français dans les années 2000.
Formé à l'AS Carcassonne XIII, il évolue ensuite à Villeneuve XIII puis l'Union Treiziste Catalane avant de revenir à l'AS Carcassonne XIII. Ses bonnes performances en club lui permettent d'être appelé en sélection française avec laquelle il participe au Tournoi des Quatre Nations 2009 en Angleterre et en France.
Parallèlement à sa carrière sportive, il est employé au conseil général de l'Aude.

## Palmarès
- Collectif :
  - Vainqueur du Championnat de France : 2002, 2003 (Villeneuve) et 2005 (Union treiziste catalane).
  - Vainqueur de la Coupe de France : 2000, 2002 et 2003 (Villeneuve-sur-Lot), 2004, 2005 (Union treiziste catalane), 2009 et 2012 (Carcassonne)
  - Finaliste du Championnat de France : 2004 (Union treiziste catalane).